# 福田貴代子

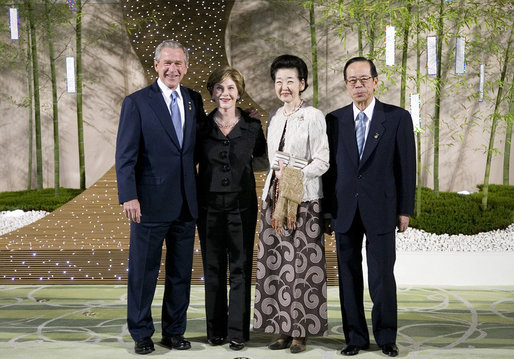
左からアメリカ合衆国大統領ジョージ・W・ブッシュ、大統領夫人ローラ・ブッシュ、福田貴代子、内閣総理大臣福田康夫。第34回主要国首脳会議にて（2008年7月7日、北海道虻田郡洞爺湖町）

福田 貴代子（ふくだ きよこ、旧姓：嶺、1944年1月13日 - ）は、第91代内閣総理大臣福田康夫の妻、実業家の嶺駒夫の娘、自民党議員の福田達夫の母。政治家の櫻内幸雄の孫、政治家の櫻内義雄と実業家の櫻内乾雄の姪にあたる。茶名（裏千家）は福田 宗貴。慶応義塾大学文学部卒

## 来歴

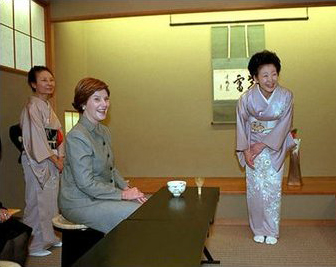
迎賓館にてアメリカ合衆国大統領夫人ローラ・ブッシュ（中）と（2002年2月18日、東京都港区）

東京都出身。東京学芸大学附属高等学校から慶應義塾大学文学部に進学。慶應義塾大学では心理学を専攻し、康夫に卒業論文の面倒を見てもらっていた。在学中に毎日新聞の福田番記者だった義兄を介し福田赳夫元首相に就職の相談に訪れたところで、福田赳夫夫人の三枝に見初められた。赳夫も結婚する気があるか尋ねるほど、貴代子を気に入ったという。日本航空の客室乗務員に就職が内定した後、ロサンゼルスから帰国した康夫に「君を政治家の女房にしない」と諦めるようプロポーズされ、1966年に結婚した。
初出馬の衆議院選挙で支持者の前に立つのを嫌がる康夫に、「みんな、あなたを待っています。期待に応えなければいけません。」と話していた。康夫の官房長官時代には、地元に戻れないに夫に代わって1人で選挙区を守った。
2002年のジョージ・W・ブッシュ大統領の来日の際、小泉純一郎首相が独身であるために、ファーストレディの代役を務め、ローラ・ブッシュ夫人と茶道で持て成すなどして親交を深めた。また、ブッシュ夫妻の夜の外出地を、西麻布の居酒屋・権八に決めたのも彼女であった。

## ファーストレディ

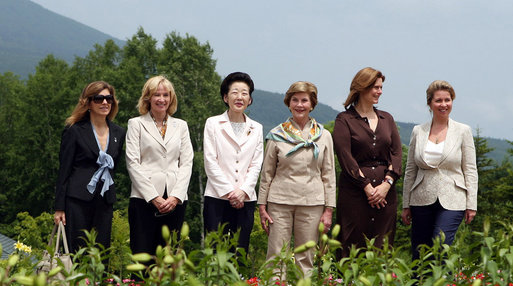
第34回主要国首脳会議にて各国首脳の夫人らと（2008年7月8日、北海道虻田郡真狩村）

2007年11月、康夫のシンガポールでのASEAN関連首脳会議への出席と共に、ファーストレディとして外交デビューした。貴代子は、シンガポール国立大学病院を訪れた際に、「父（義父・赳夫）が昔、アジアの諸国とは心と心を通じ合う『ハート・トゥー・ハート』という言葉を申し上げたことがある。あなたと私も『ハート・トゥー・ハート』です」と、福田ドクトリンのフレーズも含んだ言葉を述べた。12月の中国訪問では老人ホームや北京日本人学校、日中青少年アニメ・漫画展を視察した。
2008年2月の訪韓では、李明博新大統領の夫人・金潤玉の最初の外交相手となり、金夫人は貴代子に「ファーストレディの先輩として『内助の功』を学びたい」と話した。2人は少子化などについて語り合った。3月28日には、群馬県出身の4人の首相（福田康夫・赳夫、中曽根康弘、小渕恵三）の功績をたたえる「上州人宰相記念室」のオープニングセレモニーに訪れた。貴代子は「県民のお力添えで4人の首相が誕生した」、「ほかの3人は功績を残したが、夫は国民・県民に心配をかけている。政権に固執せず先人に少しでも近づきたい」とあいさつで述べた。5月28日に、アフリカ開発会議で来日中のアフリカのファーストレディに、母子健康手帳をアフリカで普及させることを訴えた。29日にも三渓園で高村正彦外務大臣夫人の治子らと首脳夫人らを茶道でもてなした。6月の欧州歴訪では、1日にベルリンの壁とベルリンの壁博物館を見学し、館長に自作の折鶴を手渡した。6月5日に、東京で行われたフランス料理のイベントで、中尾彬と共に「アペリティフ親善大使」に任命された。
7月5日に洞爺湖サミットの出席のため来日したサラ・ブラウン英首相夫人と英国大使館大使公邸で、妊産婦の健康について講演を行った。貴代子は母子手帳が日本の妊産婦死亡率の減少に役目を果たしたことを話した。7日にはザ・ウィンザーホテル洞爺で6人の首脳の夫人を茶でもてなした。サミットで昭恵前首相夫人を念頭に準備されていた首脳の配偶者らの視察内容は、貴代子夫人に合わせた内容に再検討されていた。

## 人物

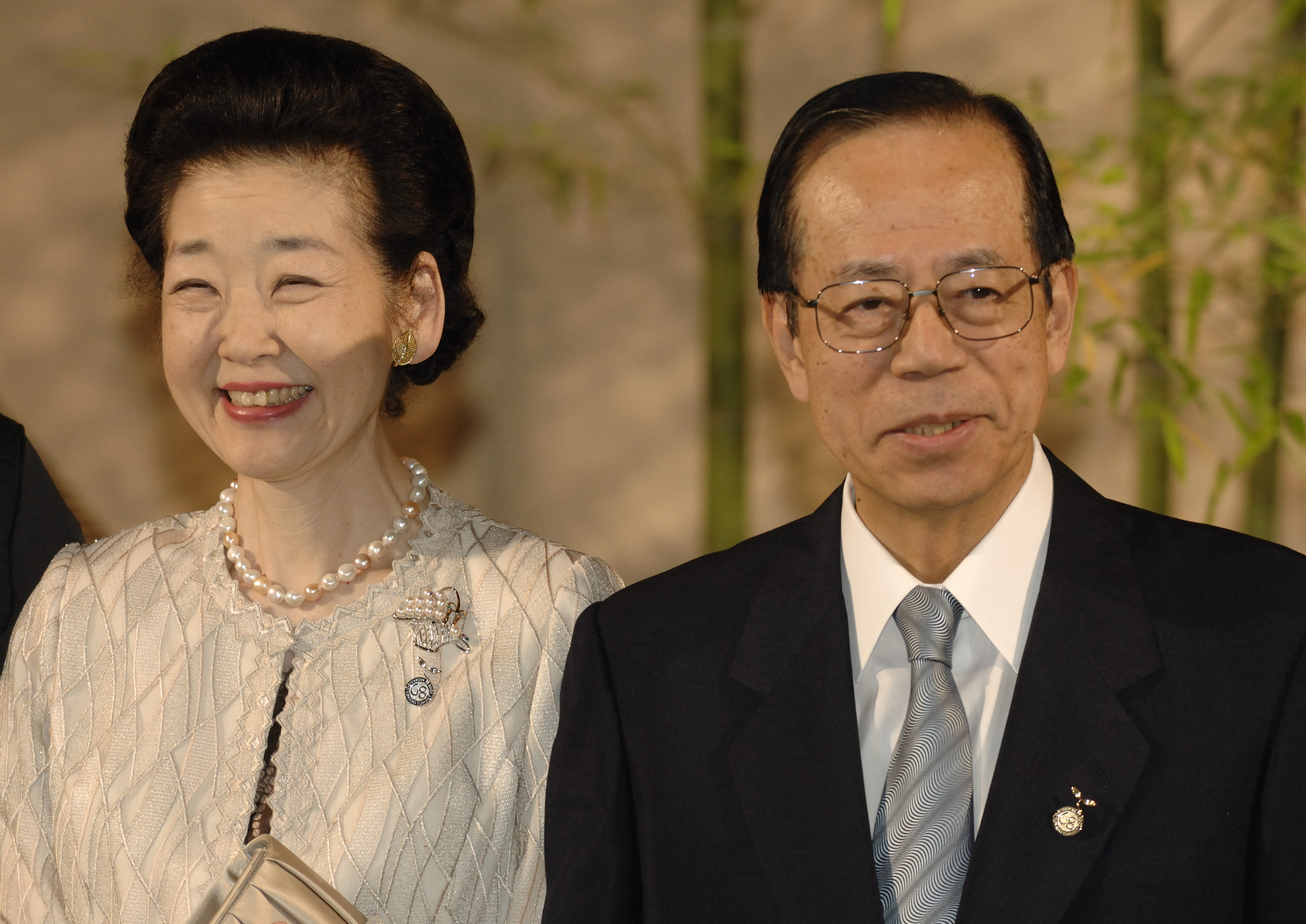
夫の康夫と

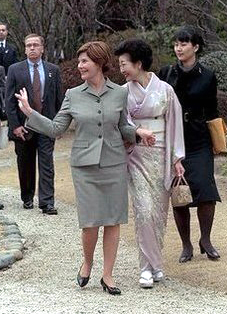
アメリカ合衆国大統領夫人ローラ・ブッシュ（中）と

身長は康夫より1cm低い170cmと背が高く、大学在学中はバレーボールをしていた。好物は康夫と同じでステーキ。料理の腕前は、結婚当初は貴代子が炊いた飯を食べた康夫が「えっ」と言うほどだった。しかし、これがきっかけとなって貴代子は独学で料理の腕を磨き、貴代子の作る料理は好評を博するようになった。
30年以上茶道をしており、英語が得意なためによく外国人を持てなしていた。千宗室の姉の櫻井宗養に師事して裏千家茶道の稽古をしており、1985年に宗貴の茶名を得た。茶道中に安倍晋三首相辞職のニュースが伝えられた際も、貴代子は全く動ぜず、茶道に集中し続けたという。
清和会議員夫人組合の中心人物で、安倍昭恵が代表であった時も、実質は貴代子が組合を運営していた。
康夫は「かあちゃんには頭が上がらない」と発言している。また、内閣のメールマガジンで、自分にとっては「時には敬妻、時には恐妻、また時には愛妻で、時にはけんか相手」であるとインタビューに答えた。
衆議院議員田中真紀子は、貴代子の髪型について「頭の大きいご夫人」と形容した。